# Terence Otway
 (décembre 2021).
Si vous disposez d'ouvrages ou d'articles de référence ou si vous connaissez des sites web de qualité traitant du thème abordé ici, merci de compléter l'article en donnant les références utiles à sa vérifiabilité et en les liant à la section « Notes et références ».
Pour les articles homonymes, voir Otway.
Le lieutenant-colonel Terence Brandram Hastings Otway (15 juin 1914 - 23 juillet 2006) est un officier britannique. Il est surtout connu pour son rôle dans l’assaut de la batterie allemande de Merville dans la nuit du 6 juin 1944 lors du débarquement de Normandie.

## Jeunesse et début de carrière militaire
Otway est né au Caire puis arriva très tôt en Angleterre pendant que son père se battait en France. De fin 1918 à l’automne 1921 il vécut à Rushbrooke en Irlande.
Sa famille revint en Angleterre et il intégra l’école à Thame puis le collège. En 1923, il fut atteint de coqueluche et devant l’altération de son état général, il fut décidé de le laisser partir pour Douvres, où il termina ses études secondaires en 1932.
En janvier 1933, Otway intégra l’Académie royale militaire de Sandhurst et obtint le grade de sergent en se classant 18e sur 200 ; ce qui lui permettait de servir dans l’Armée des Indes. Mais il opta pour le 2e bataillon des Royal Ulster Rifles basé à Gravesend. Durant l’été 1935, il dut subir une opération de l’oreille moyenne à l’hôpital naval de Chatham.
À l’automne 1935, Otway fut affecté au 1er bataillon à Hong Kong. En août 1937, il fut promu lieutenant et rejoignit à Shanghai son bataillon, qui perdit 20 hommes à la suite de quatre mois de bombardements de l’armée japonaise. En décembre 1937, le bataillon fut affecté à Rawalpindi (qui faisait alors partie de l’Inde), puis à Razani. Otway fut nommé officier de transmissions.
Pendant un congé de 3 mois, il épousa en août 1939 Stella Whitehead, fille d’un ancien officier de police colonial en Malaisie.

## Seconde Guerre mondiale

théâtre d'opération sur la rive droite de l'Orne

En décembre 1940, Otway fut promu commandant. Durant l’été 1942, il était officier de liaison au ministère de la Guerre à Londres. En juin 1943, il réintégra le Royal Ulster Rifles en tant que capitaine. Le bataillon appartenait à la 6e division aéroportée britannique.

### Normandie
En août 1943, il est affecté comme commandant au 9e bataillon parachutiste puis il est promu lieutenant-colonel en mars 1944. Il a pour mission de sauter dans la nuit précédant le 6 juin 1944 pour neutraliser la batterie de Merville, sur le flanc est de la zone de débarquement des troupes anglo-canadiennes de Sword Beach. Bien qu’il rencontrât beaucoup de problèmes puisque la plupart de ses hommes se perdirent dans les marais de Varaville, et qu’il n’ait pas pu récupérer son matériel lourd, il décida l’assaut avec seulement 150 hommes sur un effectif de 750. Il eut à essuyer 2 contre-attaques de plusieurs heures d’un régiment de la 21e Panzerdivision.
Deux jours plus tard, lors d’une mission d’inspection, il fut atteint par un éclat d’obus, à la suite d'un tir ami, et fut transféré à l’hôpital à Cardiff où il fut déclaré inapte pour retourner en première ligne. Il fut alors affecté au ministère de la Guerre à Londres.
Otway fut décoré du Distinguished Service Order (DSO) en octobre 1944 pour son action héroïque de Merville : à cette occasion il déclara que son « indifférence totale pour le danger avait été une source d'inspiration pour tous ses hommes ». Terence prend ensuite la direction de son objectif secondaire, à savoir le hameau du Oger (également épelé Hauger ou Hoger), à quelques kilomètres au sud-ouest de Merville. Le Jour J, les Allemands s’emparent à nouveau de la batterie, abandonnée au petit matin par les Britanniques, et parviennent à remettre en état deux des quatre canons tchèques. Leur chef, le lieutenant Raimund Steiner, sous les ordres du Commandant Friedrich-Wilhelm Richter, qui n’a pas de visuel depuis son poste de commandement sur la plage de Sword, ne parvient pas à diriger des tirs précis : les observateurs du 736e régiment d’infanterie situés à La Brèche parviennent cependant à transmettre les corrections de tir jusqu’à ce que leur propre position soit enlevée par les Britanniques.
La batterie de Merville fait l’objet de nouveaux combats le 7 juin, en particulier à la suite des assauts menés par le commando N°3 qui ne parvient toutefois pas à s’en emparer. Au total la batterie va changer 7 fois de main jusqu’au 17 août. Lors de l’opération Paddle, la commune de Merville est enfin libérée par les Ox & Bucks de la 6th British Airborne Division.

## Après-guerre
À partir de mai 1945, il servit en Asie. Il fut officier commandant du 1er régiment du Roi (Wingate's Burma Force) à Rawalpindi avec instructions d'en faire le 15e bataillon, du régiment parachutiste de la 2e division aéroportée indienne. En septembre 1945, Terence fut nommée GSO1 de la division qui était postée à Karachi, où il resta en poste un an. Il fut ensuite nommé au War Office comme GSO1 avec pour tâche d'écrire l'histoire officielle des "Airborne Forces" (accessible finalement au public qu'en 1990). Il quitta ensuite l'armée.
De 1949 à 1965, Otway travailla dans le commerce, dans les assurances puis dans la presse comme PDG du journal dominical Empire News qui tirait à 5 millions d’exemplaires.
Puis il se lança dans le commerce du jouet mais il rencontra des difficultés à cause d’un amendement de la TVA. Il se tourna un temps vers le domaine du loisir puis termina son activité à la Chambre de commerce de Londres jusqu’en 1979.

## Retraite
Durant sa retraite, il s’impliqua dans l'action sociale pour les soldats et leur famille : il agissait sous le vocable de « Colonel X » . Ainsi en 1991, il obtint du gouvernement le dédommagement pour 3 soldats sérieusement blessés en mission au Canada. En 1995, il œuvra pour la libération d’un parachutiste emprisonné pour meurtres durant des troubles en Irlande du Nord.
Quand il rencontra en 1993 le commandant allemand de la batterie de Merville, il admit ne pas avoir eu le cran nécessaire pour refuser de serrer la main tendue mais il dit après coup qu’il ne pouvait pas oublier ses hommes tués par l’ennemi alors qu'ils étaient accrochés dans les arbres. Il siffla des pique-niqueurs installés sur la batterie, devenu un mémorial, en déclarant : «je ne supporte pas les gens qui mangent et boivent là où mes hommes sont morts».

## Distinction
Les Francevillais décidèrent d’honorer le 7 juin 1997 Otway par un buste dévoilé par lui, en présence de Raymond Triboulet, résistant et ancien ministre, et du maire de la commune Olivier Paz. Le buste est l’œuvre de Vivien Mallock. En 2001, Otway reçut la Légion d'honneur et une rue porte désormais le nom de Colonel Otway à Merville non loin de la batterie.
En 2007, ses médailles et son béret ont été donnés au Musée de la batterie de Merville par son épouse. Les visiteurs peuvent désormais voir le DSO et la Légion d'honneur, ainsi qu'une description de la bataille de Terence tirée d'un documentaire de la BBC.